# Rongo
Rongo és un cràter sobre la superfície del planeta nan Ceres, situat amb el sistema de coordenades planetocèntriques a 7.33 ° de latitud nord i 352.89 ° de longitud est. Fa un diàmetre de 68 km. El nom va ser fet oficial per la UAI el tres de juliol del 2015 i fa referència a Rongo, déu de l'agricultura dels maorís.